# Häring & Co.
Das Schweizer Holzbauunternehmen Häring & Co. AG wurde 1879 von Christian Häring in Pratteln im Baselbiet gegründet. Anfang 2013 zog die Häring-Gruppe an ihren jetzigen Sitz in Eiken, Aargau.

## Tätigkeitsbereich
Die Häring-Gruppe, bestehend aus vier Tochtergesellschaften, ist im Holzbau tätig. Spezialisiert ist das Unternehmen auf Tragwerke in Leimbindertechnik, auf Gebäudehüllen für Sanierung und Neubauten, vom Carport bis zum Tramdepot, sowie auf den Holzelementbau, Raummodule und Systemgebäude (industrielles Bauen). Des Weiteren bietet Häring Ingenieurleistungen an sowie Tragwerkskontrollen und Fenster und Türen. Schon 1993 wurde die Niedrig-Energie-Haus-Bauweise NOAH („Niedrigenergie optimierte alternative Hausbautechnologie“) entwickelt.
Mit der Roth Burgdorf AG existiert eine 100%ige Tochtergesellschaft in Burgdorf.

## Bauprojekte
International bekannt wurde Häring durch den Bau zweier Holzkuppel-Lagerhallen für Auftausalz Saldome/Saldome2 (2005, 2012) in Rheinfelden. Für erstere bekam das Unternehmen aus Anlass der Weltausstellung 2005 in Aichi/Japan den Global Eco-Tech Award 2005, zweitere ist als Holzkuppel zu ihrer Zeit der größte Kuppelbau Europas.
Für das Eden Project in England konstruierte Häring & Co. das Dachtragwerk des Education Resource Center in Form zweier räumlich verwundener, sich durchdringender Bogensysteme aus Brettschichtholz, deren Einteilung der dem Goldenen Schnitt verwandten mathematischen Fibonacci-Folge entspricht, um damit Harmonie in Gesetzmässigkeiten der Natur symbolisch auf das Bauwerk zu übertragen (Architekt: Nicholas Grimshaw).
Im schweizerischen Cernier entwickelte Häring in Zusammenarbeit mit dem Architekten P. Studer die Gebäudehülle und das Tragwerk des Mycorama, des ersten Pilzmuseums der Schweiz.
In Hangzhou, Volksrepublik China, führte Häring & Co. innerhalb weniger Monate von Juni 2009 bis Januar 2010 den Neubau des aus zehn Einzelbauten bestehenden buddhistischen Xiangji-Tempelkomplexes (am Jing-Hang-Kanal im Stadtbezirk Gongshu) in Anlehnung an das historische Original durch. Die Herstellung des für das tragende Skelett verwendeten Brettschichtholzes erfolgte im 2 × 12-Stunden-Schichtbetrieb im 2000 Kilometer entfernten Häring-Werk in Tianjin. Für den Innenbereich kam aus der Schweiz angeliefertes Fichten- und Tannenholz, für den Aussenbau Douglasien-Vollholz aus Kanada zum Einsatz.
Von Roth Burgdorf stammt die Werk- und Ausführungsplanung der Welle von Bern genannten Passerelle über die Gleise am Bahnhof Bern; unter anderem für dieses Projekt wurden die SBB als Bauherrin 2005 ausgezeichnet vom Schweizer Heimatschutz mit dem Wakkerpreis.

## Häring im Ausland
Zur Häring-Gruppe gehören neben den in der Schweiz ansässigen Tochtergesellschaften auch zwei Auslandengagements. Häring hat eigene Produktionsunternehmen wie die Ecowood SA in Gabun aufgebaut und betreibt in China die Haring Swiss Wood Structures Tianjin Ltd. zur Herstellung von Holzleimbau-Tragwerkselementen. 